# Poślubiona mafii
Poślubiona mafii (ang. Married to the Mob) – amerykański film komediowy w reżyserii Jonathana Demmego wyprodukowany w 1988 roku.

## Obsada
- Matthew Modine jako Mike Downey
- Alec Baldwin jako „Cucumber” Frank de Marco
- Michelle Pfeiffer jako Angela de Marco
- Joan Cusack jako Rose Boyle
- Mercedes Ruehl jako Connie Russo
- Oliver Platt jako Ed Benitez
- Dean Stockwell jako Tony „The Tiger” Russo
- Chris Isaak jako Klaun
- Nancy Travis jako Karen Lutnick

## Nagrody i nominacje

### Nominacje
- 1989: Oscar - Najlepszy aktor drugoplanowy (Dean Stockwell)
- 1989: Złoty Glob - Najlepsza aktorka w komedii lub musicalu (Michelle Pfeiffer)